# Jorge I da Grécia
Jorge I (Copenhague, 24 de dezembro de 1845 – Salonica, 18 de março de 1913), nascido príncipe Guilherme de Eslésvico-Holsácia-Sonderburgo-Glucksburgo, foi o Rei da Grécia de sua eleição em 1863 até seu assassinato.
Originalmente um príncipe dinamarquês, Jorge parecia estar destinado a uma carreira na Marinha Dinamarquesa. Foi eleito rei pela Assembleia Nacional Grega quando tinha apenas dezessete anos, pouco depois da deposição do impopular rei Oto. Sua nomeação foi sugerida e apoiada pelas grandes potências da época: o Reino Unido da Grã-Bretanha e Irlanda, o Segundo Império Francês e o Império Russo. Ele se casou com a grã-duquesa Olga Constantinovna da Rússia, tornando-se o primeiro monarca da nova dinastia real grega. Duas de suas irmãs, Alexandra e Dagmar, casaram-se com os monarcas britânico e russo, respectivamente. O rei Eduardo VII e o imperador Alexandre III eram seus cunhados enquanto Jorge V e Nicolau II eram seus sobrinhos.
O reinado de quase cinquenta anos de Jorge foi caracterizado por ganhos territoriais enquanto a Grécia estabelecia seu lugar na Europa pré-Primeira Guerra Mundial. O Reino Unido cedeu pacificamente as Ilhas Jônicas, enquanto a Tessália foi anexada do Império Otomano após a Guerra Russo-Turca de 1877–78. A Grécia nem sempre foi bem sucedida em suas ambições expansivas, sendo derrotada na Guerra Greco-Turca de 1897. Jorge foi assassinado durante a Primeira Guerra Balcânica, logo depois das tropas gregas terem ocupado Salonica. Ele foi sucedido por seu filho Constantino I.

## Início de vida

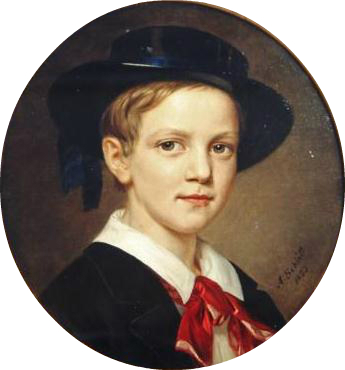
Jorge, quando príncipe Guilherme da Dinamarca

Jorge nasceu em Copenhague, Dinamarca, no dia 24 de dezembro de 1845, o segundo filho do príncipe Cristiano de Eslésvico-Holsácia-Sonderburgo-Glucksburgo e da princesa Luísa de Hesse-Cassel. Seu nome completo era Cristiano Guilherme Fernando Adolfo Jorge, porém era chamado simplesmente de príncipe Guilherme, o mesmo nome que seus dois avôs: Frederico Guilherme, Duque de Eslésvico-Holsácia-Sonderburgo-Glucksburgo, e Guilherme de Hesse-Cassel.
Seu pai foi designado em 1853 como o herdeiro presuntivo do rei Frederico VII da Dinamarca, que não tinha filhos, com toda a família se tornando príncipes e princesas dinamarqueses. Os irmãos de Jorge eram Frederico (que eventualmente ascenderia ao trono da Dinamarca), Alexandra (que foi a rainha consorte de Eduardo VII do Reino Unido e mãe de Jorge V), Dagmar (que como Maria Feodorovna foi imperatriz consorte de Alexandre III da Rússia e mãe de Nicolau II), Tira (que se casou com Ernesto Augusto, Príncipe Herdeiro de Hanôver) e Valdemar.
O idioma de sua mãe era o dinamarquês, com o inglês sendo uma segunda língua. Ele também aprendeu francês e alemão. Ele começou uma carreira na Marinha Dinamarquesa, se inscrevendo como cadete naval junto com seu irmão Frederico. Enquanto o irmão era descrito como "quieto e extremamente bem comportado", Jorge era "animado e cheio de travessuras".

## Reinado

### Eleição
Após a deposição em outubro de 1862 do rei bávaro Oto da Grécia, o povo grego rejeitou o príncipe Leopoldo, irmão de Oto e seu sucessor designado, apesar de ainda serem a favor de uma monarquia ao invés de uma república. Querendo relações mais próximas com a grande potência do Reino Unido, muitos gregos passaram a apoiar o príncipe Alfredo do Reino Unido e segundo filho da rainha Vitória e do príncipe Alberto de Saxe-Coburgo-Gota. Lorde Henry Temple, 3.º Visconde Palmerston e ministro dos assuntos estrangeiros britânico, acreditava que os gregos estavam "arquejando para um aumento de território", esperando receber de presente as Ilhas Jônicas, que na época eram um protetorado britânico. Entretanto, a Conferência de Londres de 1832 proibia que qualquer membro das famílias reais das Grandes Potências aceitassem a coroa, e de qualquer maneira, Vitória era inflexivelmente contra a ideia. Mesmo assim os gregos insistiram em realizar um plebiscito em que Alfredo recebeu mais de 95% dos 240 mil votos. Houve 93 votos para uma república e seis para Jorge. O ex-rei Oto recebeu apenas um voto.

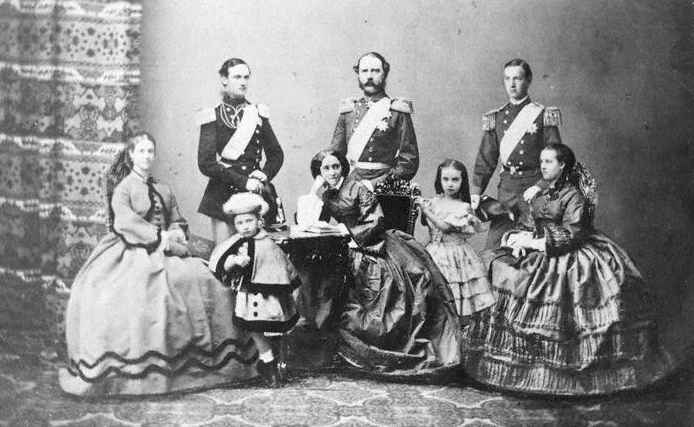
Jorge e sua família em 1862. Esquerda para direita: Dagmar, Valdemar, Frederico, Luísa, Cristiano, Tira, Jorge e Alexandra

Com o príncipe Alfredo excluído da competição, a busca começou por um candidato alternativo. Os franceses eram a favor do príncipe Henrique d'Orleães, Duque de Aumale, enquanto que os britânicos propuseram Ernesto II, Duque de Saxe-Coburgo-Gota, Ernesto Leopoldo, 4.º Príncipe de Leiningen, o arquiduque Maximiliano da Áustria, entre outros. Eventualmente, os gregos e as potências acabaram escolhendo o príncipe Jorge. Ele foi eleito rei pela Assembleia Nacional Grega em 30 de março de 1863, então com apenas dezessete anos. Paradoxalmente, ele ascendeu ao trono antes de seu pai, que tornou-se Rei da Dinamarca em 15 de novembro do mesmo ano. Houve duas diferenças significativas entre a elevação de Jorge quanto aquela de seu predecessor Oto: ele foi aclamado de forma unânime pela assembleia ao invés de imposto pelas potências estrangeiras e foi proclamado "Rei dos Helenos" ao invés de "Rei da Grécia".
Sua cerimônia de entronamento foi realizada em Copenhague no dia 6 de junho, tendo a presença de uma delegação grega liderada pelo Primeiro Almirante e Primeiro-Ministro Konstantínos Kanáris. Frederico VII deu a Jorge a Ordem do Elefante e foi anunciado que o Reino Unido cederia as Ilhas Jônicas em homenagem ao novo monarca.

### Primeiros anos

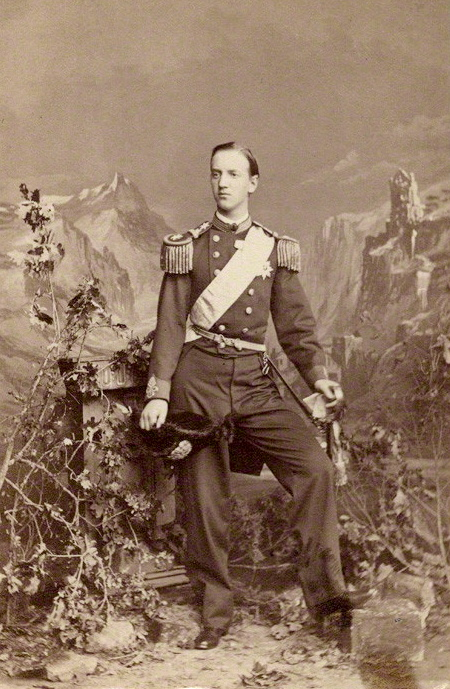
Jorge em 1863

O novo rei viajou por São Petersburgo, Londres e Paris antes de partir para a Grécia em 22 de outubro do porto francês de Toulon abordo da nau-capitânia grega Hellas. Ele chegou em Atenas no dia 30, depois de ter ancorado em Pireu no dia anterior. Jorge estava determinado a não cometer os mesmos erros de seu predecessor, assim rapidamente aprendeu a falar grego. Ele era frequentemente visto andando informalmente pelas ruas da capital, enquanto seu predecessor apenas aparecia com pompa. Jorge descobriu que o Velho Palácio Real estava em estado de desordem após a partida apressada de Oto, assim ele o arrumou ao ordenar a reparação e modernização do prédio de quarenta anos de idade. Ele também garantiu que o povo não o visse como sendo muito influenciado por seus conselheiros dinamarqueses, acabando por enviar seu tio o príncipe Júlio de volta a Dinamarca afirmando: "Eu não permitirei quaisquer interferências com a condução de meu governo". Outro conselheiro, Wilhelm Sponneck, tornou-se impopular por defender uma política de desarmamento e por questionar de forma grosseira a descendência dos gregos modernos de seus antepassados clássicos. Assim como Júlio, ele foi enviado de volta para a Dinamarca.
Jorge realizou uma viagem a partir de maio de 1864 pelo Peloponeso, passando por Corinto, Argos, Trípoli, Esparta e Calamata, onde embarcou na fragata Hellas. Seguindo para o norte pela costa acompanhado por embarcações britânicas, francesas e russas, o Hellas chegou em Corfu no dia 6 de junho para a entrega das Ilhas Jônicas por sir Henry Knight Storks, o Alto Comissário britânico.
Politicamente, Jorge tomou ações para concluir as demoradas deliberações constitucionais da assembleia. Ele enviou à assembleia uma exigência em 19 de outubro de 1864, rubricada por Konstantínos Kanáris, explicando que havia aceitado o trono sob o entendimento que uma nova constituição seria finalizada, e que se isso não ocorresse ele sentiria-se na "perfeita liberdade para adotar tais medidas para o desapontamento que minhas decepções possam sugerir". Não é claro se as palavras significavam que ele abdicaria e voltaria para a Dinamarca ou que iria impor uma constituição, porém como as duas opções eram indesejadas a assembleia logo chegou a um acordo.
Ele jurou defender a nova constituição em 28 de novembro de 1864, que havia criado uma assembleia de câmara única, a Vouli, com representantes eleitos diretamente por sufrágio masculino secreto, o primeiro caso na Europa moderna. Uma monarquia constitucional foi estabelecida com Jorge deferindo para a autoridade legítima dos oficiais eleitos, mesmo tendo conhecimento da corrupção presente nas eleições e da dificuldade de governar uma população em sua maior parte analfabeta. Houve 21 eleições gerais e setenta governos diferentes entre 1864 e 1910.
Internacionalmente, Jorge manteve uma forte relação com seu cunhado Alberto Eduardo, Príncipe de Gales, e procurou sua ajuda para terminar a questão recorrente e controversa sobre Creta, uma ilha predominantemente grega que permanecia sob controle otomano. Desde o reinado de Oto, o desejo de unir as ilhas gregas tinha sido um ponto sensível com o Reino Unido e a França, que tinham constrangido o antigo rei ao ocuparem o porto de Pireu para dissuadir o irredentismo grego durante a Guerra da Crimeia. Durante a Revolta de Creta de 1866-1869, o Príncipe de Gales procurou o apoio de lorde Edward Stanley, 15.º Conde de Derby e secretário de assuntos estrangeiros, para intervir em nome da Grécia. No final, as potências não intervieram e o Império Otomano acabou com a rebelião.

### Estabelecendo a dinastia

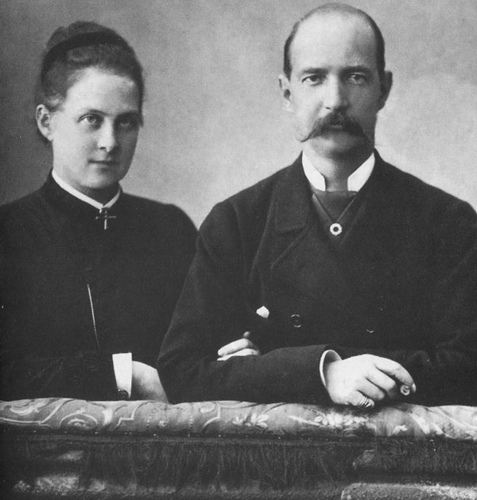
Olga e Jorge em 1867

Jorge conheceu pela primeira vez a grã-duquesa Olga Constantinovna da Rússia em 1863, quando ela tinha doze anos de idade, em uma visita a corte do imperador Alexandre II entre sua eleição ao trono grego e sua chegada a Atenas. Ele se encontraram uma segunda vez em abril 1867, quando o rei foi para o Império Russo visitar sua irmã Dagmar, que havia se casado com o czarevich Alexandre. Apesar de Jorge ser luterano, os Romanov eram cristãos ortodoxos como a maioria dos gregos, com Jorge acreditando que um casamento com uma grã-duquesa russa garantiria aos seus súditos que seus herdeiros também seriam ortodoxos. Olga tinha apenas dezesseis anos quando se casou com Jorge em 27 de outubro de 1867 em São Petersburgo. Depois de passarem sua lua de mel em Tsarskoye Selo, o casal partiu para a Grécia no dia 9 de novembro.
O imperador deu a Jorge um grupo de ilhas no Golfo de Petalioi como presente de casamento, que a família visitou abordo do iate real Amphitrite. O rei posteriormente comprou a propriedade de campo de Tatoi, ao norte de Atenas, também construindo a vila de verão Mon Repos na ilha de Corfu. Jorge desenvolveu Tatoi ao construir estradas e plantando vinhas para produzir seu próprio vinho, o Chateau Décélie. Ele não queria que seus súditos descobrissem que sentia falta da Dinamarca, mantendo secretamente um diário no Palácio de Tatoi que era organizado e mantido por dinamarqueses e lhe servia como lembrança bucólica de sua terra natal. A rainha Olga não tinha tanto cuidado ao esconder sua nostalgia da Rússia, frequentemente visitando navios russos atracados em Pireu duas ou três vezes antes de partirem. O casal frequentemente conversava em alemão quando sozinhos. Seus filhos, oito no total, aprenderam inglês de suas babás, assim ao conversar com os filhos Jorge falava principalmente em inglês.
Através de seu casamento, Jorge era parente dos monarcas do Reino Unido, Rússia e Prússia, mantendo uma relação particularmente forte com o Príncipe de Gales e sua esposa, sua irmã Alexandra, que visitaram Atenas em 1869. A visita ocorreu apesar de uma contínua ilegalidade que culminou com o sequestro de um grupo de turistas britânicos e italianos, incluindo lorde Josslyn Pennington, 5.º Barão Muncaster, e sua esposa Constance L'Estrange. Duas mulheres reféns, uma criança e Pennington acabaram sendo soltos, porém outros quatro foram assassinados: diplomata britânico E. H. C. Herbert (primo de lorde Henry Herbert, 4.º Conde de Carnarvon), Frederick Vyner (cunhado de lorde George Robinson, 1.º Conde de Grey e Ripon e Lorde Presidente do Conselho), o diplomata italiano conde Boyl di Putifigari e o engenheiro Sr. Lloyd. As relações de Jorge com as outras casas reais o ajudavam e ajudavam seu pequeno país, porém frequentemente lhe colocavam no centro das lutas políticas da Europa.

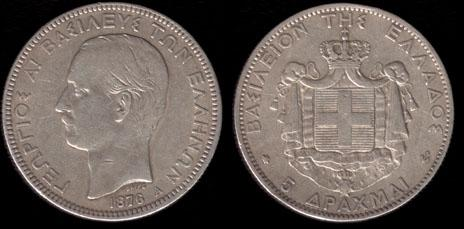
Dracma de 1876 de Jorge

A Grécia teve 21 governos entre 1864 e 1874, com o mais longo durando um ano e meio. Charílaos Trikúpis escreveu anonimamente um artigo no jornal Kairoi em junho de 1874 culpando Jorge e seus conselheiros pela contínua crise política causada pela falta de governos estáveis. Ele acusou o rei de agir como um monarca absoluto ao impor governos minoritários. Trikúpis argumentava que caso Jorge insistisse que o primeiro-ministro nomeado fosse apenas o político que comandasse a maioria da Vouli, então os políticos seriam forçados a trabalharem juntos mais harmoniosamente para poderem construir uma coalizão no governo. Ele escreveu que tal plano encerraria a instabilidade política e reduziria o número de partidos pequenos. Trikúpis admitiu a autoria do artigo depois das autoridades terem prendido um homem que supostamente era o autor, sendo depois então preso. Depois de um clamor público, ele foi solto e liberado das acusações de "minar a ordem constitucional". Jorge pediu a Trikúpis no ano seguinte que formasse um governo (sem uma maioria), lendo um discurso do trono declarando que no futuro o líder do partido da maioria também seria nomeado o primeiro-ministro grego.

### Expansão territorial

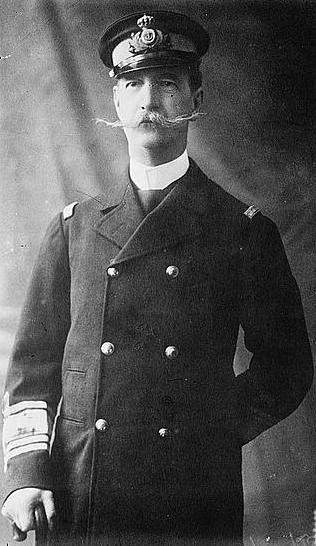
Rei Jorge I

A Grécia manteve pressão no Império Otomano pela década de 1870, procurando uma expansão territorial para Epiro e Tessália. A Guerra Russo-Turca de 1877–78 deu a primeira aliança potencial para o Reino da Grécia. Dagmar, irmã de Jorge, era a nora do imperador Alexandre II da Rússia e procurou fazer com que os gregos entrassem no conflito. Os britânicos e franceses foram contra e a Grécia permaneceu neutra. Eles reivindicaram Creta, Epiro e Tessália no Congresso de Berlim que se reuniu em 1878 para determinar os termos de paz da guerra.
As fronteiras ainda não estavam determinadas em junho de 1880 quando foi oferecida pelos britânicos e franceses uma proposta bem favorável aos gregos, que incluía o Monte Olimpo e Janina. Quando os turcos otomanos se opuseram, o primeiro-ministro Trikúpis cometeu o erro de ameaçar uma mobilização do Exército da Grécia. Uma coincidente troca de governos na França (a renuncia de Charles de Freycinet e a entrada de seu substituto Jules Ferry) levou a disputas entre as potências e os otomanos subsequentemente deram aos gregos toda a Tessália mas apenas uma parte de Epiro perto de Arta, mesmo com o apoio britânico para um acordo mais pró-grego. Quando o governo de Trikúpis caiu, o novo primeiro-ministro Aléxandros Kumundúros relutantemente aceitou as novas fronteiras.
Enquanto Trikúpis seguia uma política de cerceamento dentro das fronteiras estabelecidas do estado grego, tendo aprendido uma importante lição sobre as vicissitudes das potências, seus principais oponentes do Partido Nacionalista, liderado por Theódoros Diligiánnis, queriam inflamar nos gregos sentimentos anti-turcos em todas as oportunidades. A oportunidade seguinte veio em 1885 quando os búlgaros entraram em revolta na Rumélia Oriental e unificaram a província com a Bulgária. Diligiánnis venceu Trikúpis nas eleições daquele ano dizendo que se os búlgaros podiam desafiar o Tratado de Berlim, a Grécia também podia.
Diligiánnis mobilizou o exército, porém a Marinha Real Britânica bloqueou a Grécia. O almirante encarregado do bloqueio era o príncipe Alfredo, Duque de Edimburgo, que havia sido a primeira escolha dos gregos em 1863 para ser seu rei, com o Primeiro Lorde do Almirantado sendo George Robinson, sujo cunhado havia sido assassinado na Grécia dezesseis anos antes. Esta não foi a primeira vez que Jorge descobriu que suas ligações familiares nem sempre eram vantajosas. Diligiánnis foi forçado a desmobilizar e Trikúpis voltou a ser primeiro-ministro. Entre 1882 e 1897, os dois políticos se alternaram no cargo enquanto suas sortes subiam e desciam.

### Progresso nacional

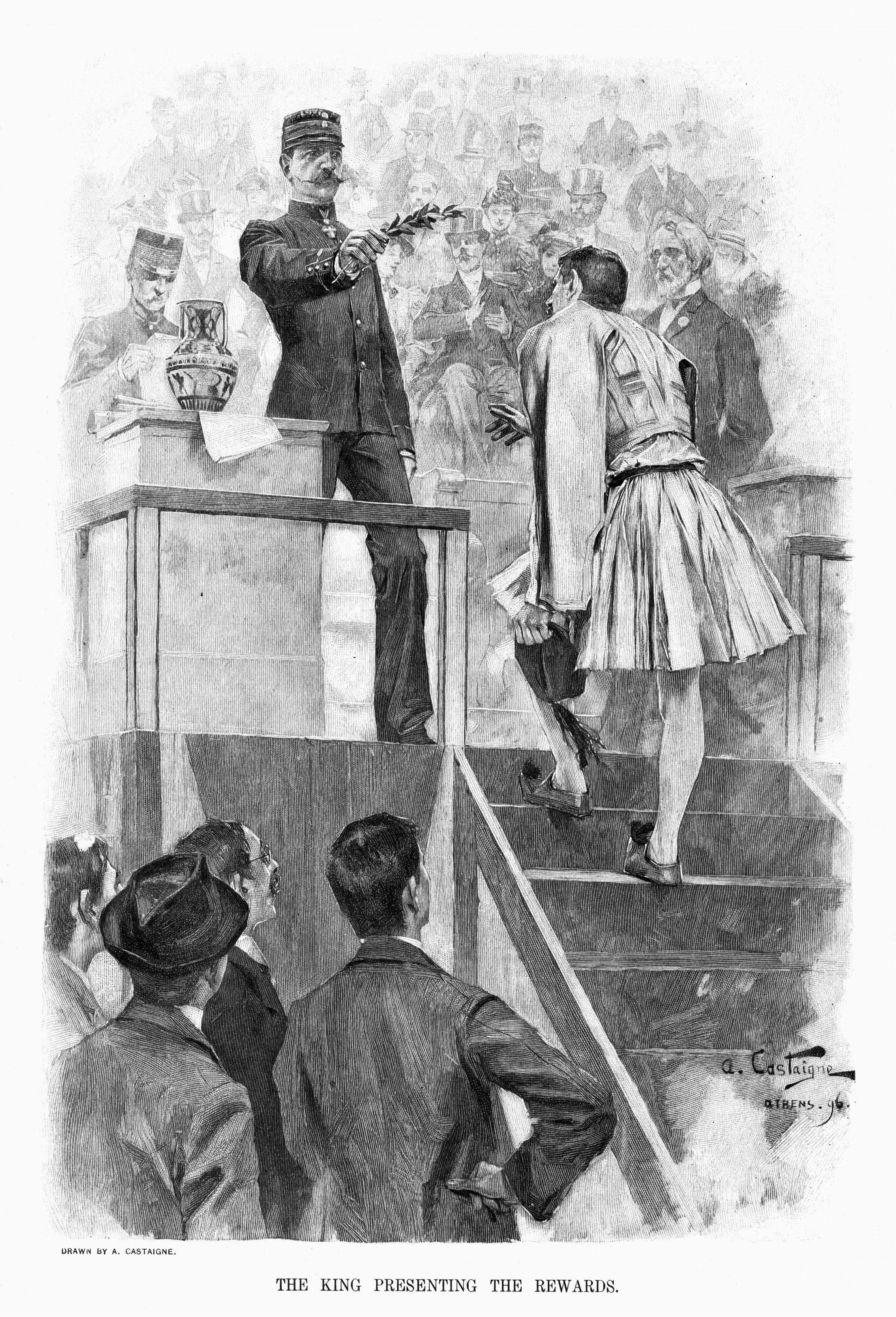
Jorge entregando uma medalha nos Jogos Olímpicos de 1896

O jubileu de prata de Jorge em 1888 foi celebrado por todo o mundo helênico, com Atenas sendo decorada com guirlandas para o aniversário de sua ascensão em 30 de outubro. Visitantes incluíram seu irmão Frederico, Príncipe Herdeiro da Dinamarca, sua irmã Alexandra com o marido Alberto Eduardo, Príncipe de Gales, o príncipe Alfredo, Duque de Edimburgo, junto com a esposa Maria Alexandrovna da Rússia, os grão-duques Sérgio e Paulo da Rússia e também Ahmed Cevad Pasha do Império Otomano, que deu de presente ao rei dois cavalos árabes. Os eventos da semana do dia 30 incluíram bailes, desfiles, um serviço de ação de graças na Catedral Metropolitana de Atenas e um almoço para quinhentos convidados na Acrópole em uma tenda azul e branca.
A Grécia ficou cada vez mais próspera nas últimas décadas do século XIX e passou a desenvolver um senso de seu papel no cenário europeu. O Canal de Corinto foi construído em 1893 por uma companhia francesa, cortando em 241 km a viagem marítima do Mar Adriático até Pireu. Os Jogos Olímpicos foram reavivados em Atenas, com a Cerimônia de Abertura dos jogos de 1896 sendo presidida por Jorge. Quando o pastor ateniense Spiridon Louis entrou no Estádio Panatenaico para vencer a maratona, o príncipe herdeiro Constantino correu para o campo para acompanhá-lo na reta final até a medalha de ouro, com o rei se levantando e aplaudindo.
Nunca desapareceu o desejo de unir todos os gregos em um único território (Megáli Idea) e uma nova revolta estourou em Creta contra os otomanos. O rei enviou em fevereiro de 1897 seu filho príncipe Jorge para tomar a ilha. A Grécia recusou uma oferta do Império Otomano para uma administração autônoma, com Diligiánnis mobilizando-se para a guerra. As potências recusaram-se a permitir a expansão grega e anunciaram em 25 de fevereiro que a ilha ficaria sob administração autônoma, dispensando as duas milícias.

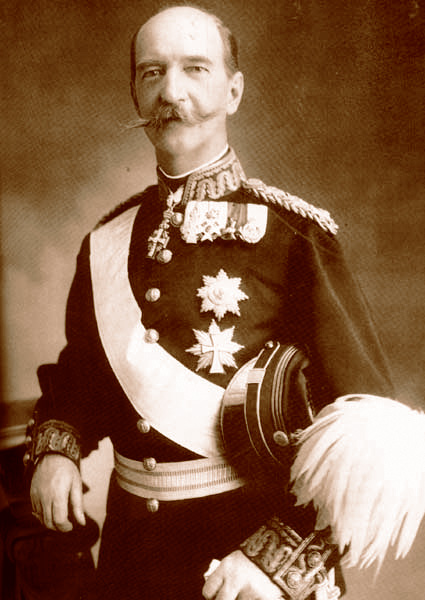
Rei Jorge I

Os turcos concordaram, porém Diligiánnis se recusou e enviou 1 400 soldados para Creta sob comando do coronel Timoleon Vassos. Enquanto das potências anunciaram um novo bloqueio, as tropas gregas cruzaram a fronteira da Macedônia e o sultão Abdulamide II declarou guerra, iniciando assim a Guerra Greco-Turca de 1897. O anúncio que a Grécia finalmente estava em guerra contra o Império Otomano foi recebida com várias demonstrações de patriotismo e desfiles espontâneos em homenagem a Jorge na cidade de Atenas. Centenas de voluntários foram para o norte para unirem suas forças às do príncipe herdeiro Constantino.
O conflito foi ruim para os mal preparados gregos; a única graça salvadora foi a rapidez com que o Exército da Grécia foi derrotado. A guerra já estava perdida no final de abril. As piores consequências da derrota foram mitigadas pela intervenção dos parentes britânicos e russos do rei; mesmo assim, a Grécia foi forçada a entregar Creta para uma administração internacional, concordar com pequenas concessões territoriais em favor dos turcos otomanos e pagar uma indenização de quatro milhões de libras turcas.
A jubilação com que os gregos exaltaram Jorge no início da guerra inverteu-se com a derrota. Ele considerou a abdicação por um tempo. O rei voltou a estar em alta estima com seus súditos apenas quando enfrentou com bravura uma tentativa de assassinato em 27 de fevereiro de 1898. Ao voltar de uma viagem pela praia de Falero em carruagem aberta, Jorge e sua filha Maria foram alvejados por dois atiradores. O rei tentou proteger sua filha; ambos escaparam ilesos, porém o cocheiro e um cavalo ficaram feridos. Os atiradores, um caixeiro ateniense e seu assistente, fugiram para os morros de Imittós até serem vistos e presos. Eles foram decapitados em Náuplia.
O vice-consul britânico foi assassinado em Creta mais tarde no mesmo ano após mais agitações, com o príncipe Jorge sendo nomeado governador-geral sob suserania do sultão, uma proposta sugerida pelas potências. A Grécia pela primeira vez na era moderna ficou efetivamente com o controle de Creta.

### Últimos anos e assassinato

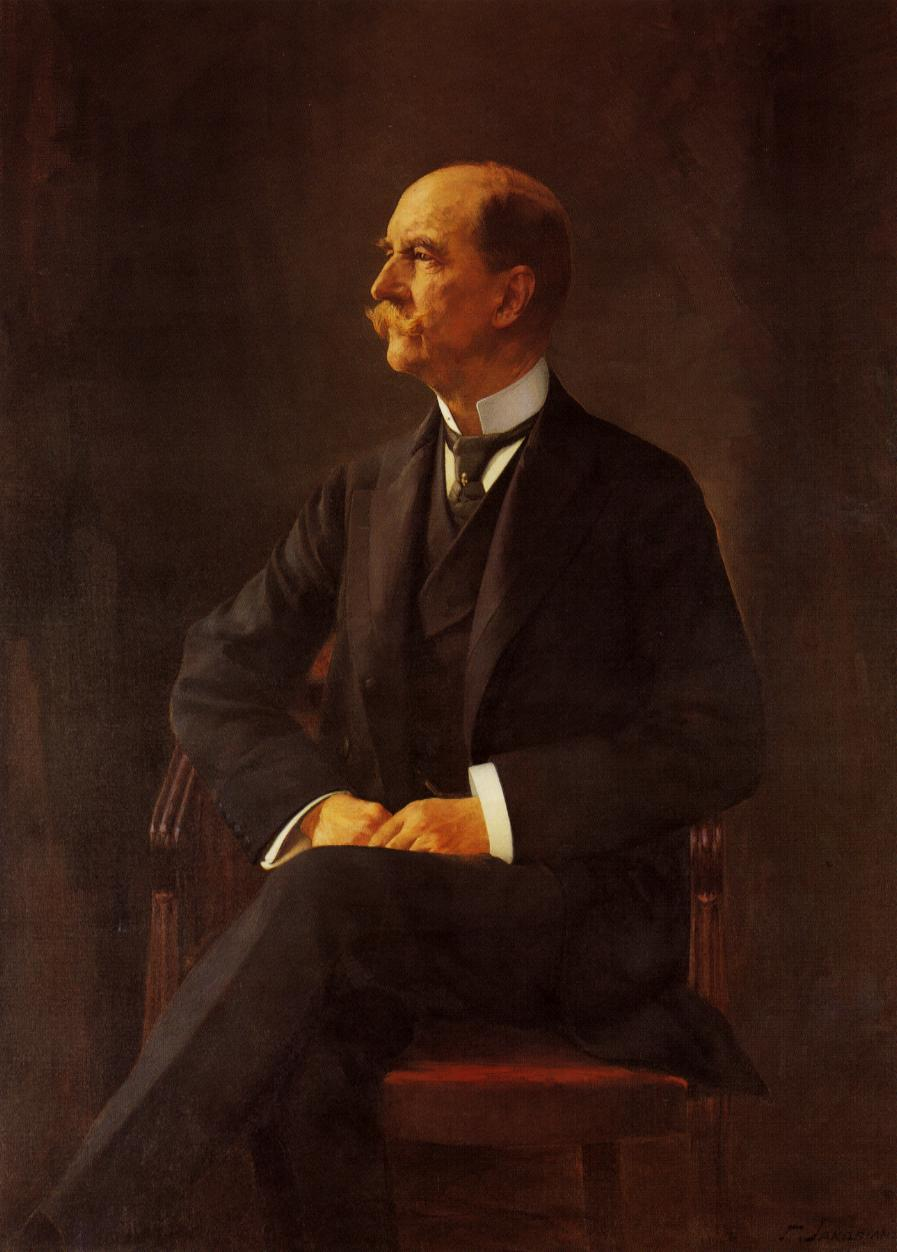
Retrato póstumo de Jorge, 1914, por Geórgios Iakobides

Jorge tornou-se o monarca com o segundo reinado mais longo na Europa, depois do imperador Francisco José I da Áustria, com a morte da rainha Vitória do Reino Unido em 22 de janeiro de 1901. Suas relações sempre cordiais com seu cunhado, o agora rei Eduardo VII, continuaram a aproximar a Grécia e o Reino Unido. Foi importantíssimo para o apoio britânico a nomeação do príncipe Jorge como governador-geral de Creta. Entretanto, o príncipe acabou renunciado em 1906 depois de Elefthérios Venizélos, um dos líderes da assembleia cretense, ter feito uma campanha para tirá-lo do cargo.
A base de poder de Venizélos foi fortalecida ainda mais em resposta a Revolução dos Jovens Turcos de 1908, com a assembleia cretense aprovando uma resolução em 8 de outubro em favor de uma união com a Grécia apesar de reservas do governo e do primeiro-ministro Geórgios Theotókis e de oposição das grandes potências. A silenciosa reação do governo grego para as notícias de Creta levaram à instabilidade no continente.
Um grupo de oficiais militares formaram a liga Stratiótikos Sindesmos que exigia a remoção das comissões de toda a família real. Todos os príncipes renunciaram suas comissões para impedir que o rei passasse pelo constrangimento de ter que retirá-las. A liga tentou um golpe de estado chamado de Golpe de Goudi e em resposta Jorge insistiu em apoiar o parlamento eleito. A liga militar eventualmente uniu forças com Venizélos para convocar uma Assembleia Nacional para revisar a constituição. O rei cedeu e novas eleições foram realizadas. Venizélos tornou-se primeiro-ministro de um governo minoritário após algumas manobras políticas. Ele convocou novas eleições um mês depois, em que conseguiu uma colossal vitória já que a maioria dos partidos de oposição recusaram-se a participar.
O rei e o primeiro-ministro uniram-se na crença que a nação precisava de um exército mais forte para reparar o dano da humilhante derrota de 1897. O príncipe herdeiro Constantino foi recolocado no cargo de Inspetor-Geral do Exército, e posteriormente como seu comandante chefe. Sob a próxima supervisão de Jorge e Venizélos, os militares foram retreinados e equipados com ajuda francesa e britânica, com novos navios sendo encomendados para a Marinha da Grécia. Enquanto isso, através de meios diplomáticos, o primeiro-ministro conseguiu unir os países cristãos dos Balcãs em oposição ao decadente Império Otomano.
Quando Montenegro declarou guerra contra os turcos otomanos em 8 de outubro de 1912, logo a Sérvia, Bulgária e Grécia se juntaram naquilo que ficou conhecida como a Primeira Guerra Balcânica. Jorge estava de férias na Dinamarca e voltou rapidamente para a Grécia através de Viena, chegando em Atenas em 9 de outubro e sendo recebido por uma multidão entusiasmada. Os resultados dessa campanha foram radicalmente diferentes daqueles que os gregos sofreram com os turcos em 1897. Os bem treinados gregos, com uma força de duzentos mil soltados, conseguiram vitória após vitória. As forças comandadas por Constantino entraram em Salonica em 9 de novembro, algumas horas antes da chegada da divisão búlgara. Jorge desfilou em triunfo pelas ruas da cidade três dias depois acompanhado pelo filho e por Venizélos.

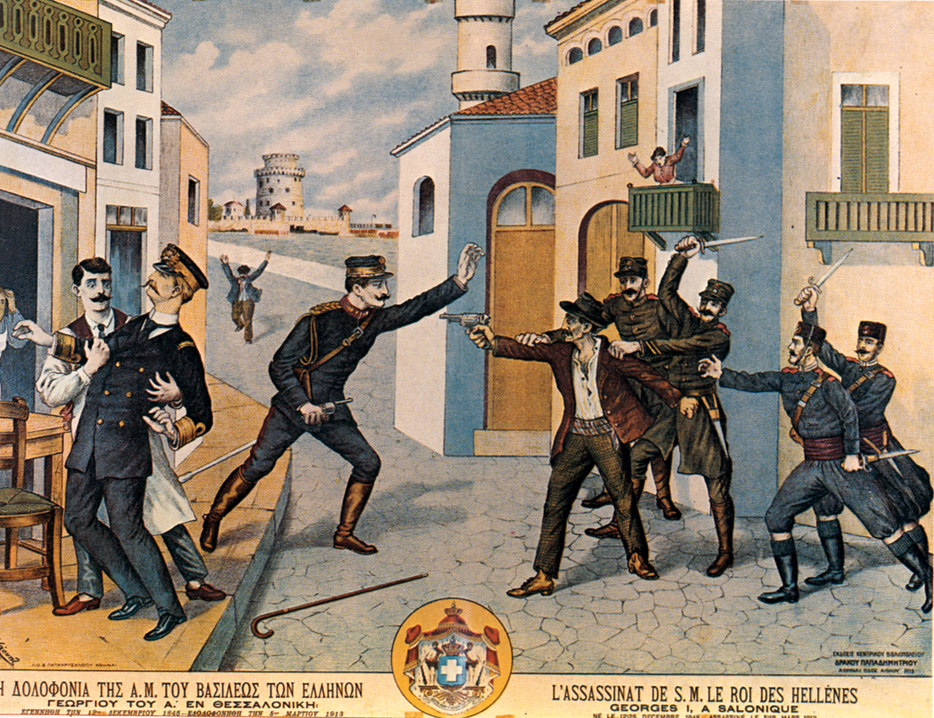
Litografia contemporânea do assassinato de Jorge

Enquanto aproximava-se seu aniversário de cinquenta anos no trono, Jorge fez planos de abdicar em favor de Constantino imediatamente depois das celebrações do jubileu em outubro de 1913. Como fazia em Atenas, o rei foi passear por Salonica sem nenhuma força significativa de proteção. Ele foi baleado nas costas por Aléxandros Schinàs  enquanto caminhava durante a tarde do dia 18 de março de 1913 perto da Torre Branca. O atirador "disse pertencer a uma organização socialista" e "declarou ao ser preso que havia matado o Rei por ele ter se recusado a lhe dar dinheiro". A bala penetrou o coração de Jorge e ele morreu na hora. O governo grego afirmou que o assassinato não teve motivações políticas, dizendo que Schinàs era um vagabundo alcóolatra. Ele foi torturado na prisão e se matou ao jogar-se de uma janela da delegacia de polícia seis semanas depois.
O corpo de Jorge foi levado de volta a Atenas abordo do Amphitrite, sendo escoltado por uma frota de navios da marinha. O caixão do rei, enrolado nas bandeiras da Dinamarca e Grécia, foi velado por três dias na Catedral Metropolitana de Atenas antes de seu corpo ser levado para sua tumba no Cemitério Real de Tatoi.

## Títulos, estilos e brasão

Monograma de Jorge

### Títulos e estilos
- 24 de dezembro de 1845 – 31 de julho de 1853: "Sua Alteza, o Príncipe Guilherme de Schleswig-Holstein-Sonderburg-Glücksburg"[2]
- 31 de julho de 1853 – 21 de dezembro de 1858: "Sua Alteza, o Príncipe Guilherme da Dinamarca"
- 21 de dezembro de 1858 – 30 de março de 1863: "Sua Alteza Real, o Príncipe Guilherme da Dinamarca"
- 30 de março de 1863 – 18 de março de 1913: "Sua Majestade, o Rei dos Helenos"[13]

### Brasão
A distinta bandeira grega azul com a cruz branca foi usada pela primeira vez em março de 1822 durante a Guerra de independência da Grécia. Ela foi posteriormente modificada para que o azul fosse o mesmo que aquele usado no brasão de armas da Baviera do rei Oto. Para Jorge, o escudo foi brasonado com o brasão de armas da família real dinamarquesa, com os suportes também sendo adaptados dos suportes dinamarqueses. Embaixo do escudo estava o lema da Grécia: Ἰσχύς Μου ἡ Άγάπη Τοῦ Λαοῦ ("O Amor do Povo é a Minha Força"). Ao redor ficava a Grande Cruz da Ordem do Redentor, a principal honraria grega.
| Brasão de Jorge I da Grécia |

## Descendência
| Nome               | Nascimento            | Morte                  | Notas |
| ------------------ | --------------------- | ---------------------- | --- |
| Rei Constantino I  | 2 de agosto de 1868   | 11 de janeiro de 1923  | Casou-se com Sofia da Prússia, com descendência.                                                                |
| Príncipe Jorge     | 24 de junho de 1869   | 25 de novembro de 1957 | Casou-se com Maria Bonaparte, com descendência.                                                                 |
| Princesa Alexandra | 30 de agosto de 1870  | 24 de setembro de 1891 | Casou-se com Paulo Alexandrovich da Rússia, com descendência.                                                   |
| Príncipe Nicolau   | 9 de janeiro de 1872  | 8 de janeiro de 1938   | Casou-se com Helena Vladimirovna da Rússia, com descendência.                                                   |
| Princesa Maria     | 3 de março de 1876    | 14 de dezembro de 1940 | Casou-se com Jorge Mikhailovich da Rússia, com descendência. Casou-se com Perikles Ioannidis, sem descendência. |
| Princesa Olga      | 26 de março de 1880   | 20 de outubro de 1880  | Morreu com sete meses.                                                                                          |
| Príncipe André     | 20 de janeiro de 1882 | 3 de dezembro de 1944  | Casou-se com Alice de Battenberg, com descendência.                                                             |
| Príncipe Cristóvão | 10 de agosto de 1888  | 21 de janeiro de 1940  | Casou-se com Nancy Worthington Leeds, sem descendência. Casou-se com Francisca de Orleães, com descendência.    |